# パトリックは1.5歳
『パトリックは1.5歳』（スウェーデン語: Patrik 1,5, 英: Patrik, age 1.5）は、2008年に製作されたスウェーデンの映画。
2009年7月10日、第18回東京国際レズビアン&ゲイ映画祭でアジアで初上映された。

## キャスト
- ゴラン：グスタフ・スカルスガルド
- スヴェン：トルケル・ピーターソン
- パトリック：トム・リュングマン